# Чайлахян, Михаил Христофорович
Михаи́л Христофо́рович Чайлахя́н (арм. Միքայել Քրիստափորի Չայլախյան, 8 [21] марта 1902 — 30 ноября 1991) — армянский советский физиолог растений, создатель гормональной теории развития растений (1937).
Академик АН СССР (1968). Академик АН Армянской ССР (1971, член-корреспондент с 1945). Заслуженный деятель науки Армянской ССР (1967). Лауреат Премии имени К. А. Тимирязева АН СССР (1985).
Основные труды посвящены вопросам роста и развития растений: исследованиям яровизации и фотопериодизма растений, разработке общих закономерностей онтогенеза растений, выяснению трофических и гормональных факторов генеративного развития, гормональной теории цветения растений, гормональной и автономной регуляции цветения растений фотопереодических групп. Чайлахян также исследовал взаимодействие цветковых паразитов и растений-хозяев, симбиоз клубеньковых бактерий и бобовых растений, физиологию действия регуляторов роста — ауксинов, гиббереллинов, цитокининов, ретардантов, ингибиторов, а также витаминов.

## Биография

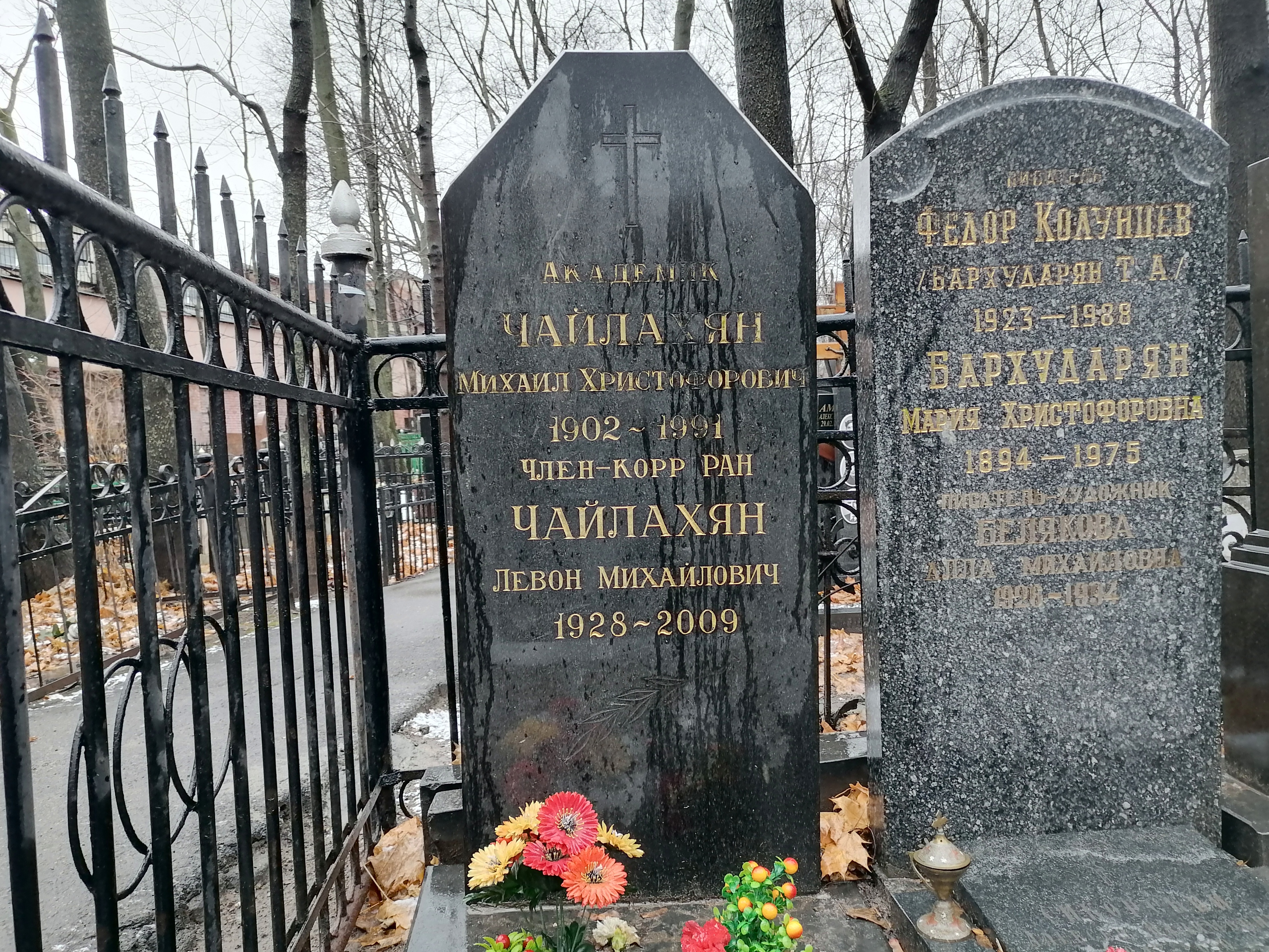
Могила на Армянском кладбище

Михаил Христофорович Чайлахян родился 8 (21) марта 1902 года в городе Нахичевань-на-Дону (ныне Ростов-на-Дону). Брат Георгия Чайлахяна.
В 1920 году окончил семь классов гимназии города Новочеркасск. После окончания поступил на агрономический факультет Донского сельскохозяйственного института. В 1921 году, в связи с переездом семьи в Ереван, поступил на агрономический факультет Ереванского государственного университета, который окончил в 1926 году.
В 1926—1929 годах Чайлахян был заведующим сортоиспытательными участками Всесоюзного института растениеводства Народного комиссариата земледелия Армянской ССР и Ганджинской селекционной станции в Эчмиадзине, в 1928—1929 годах инструктором сельскохозяйственного управления Наркомзема Армянской ССР. В 1929—1931 годах был ассистентом кафедры ботаники Закавказского зооветеринарного института в Ереване, где под руководством профессора Овакима Лазаревича Беделяна проводил педагогическую и научную работу.
В 1931 году Михаил Чайлахян поступил в аспирантуру Лаборатории биохимии и физиологии растений Академии наук СССР в Ленинграде, где его научными руководителями были академики Николай Александрович Максимов и Андрей Александрович Рихтер. В 1934 году впервые в СССР начинаются защиты диссертаций на степень кандидата наук. Первой диссертацией на соискание учёной степени кандидата биологических наук была работа Чайлахяна «Исследование физиологической природы различий яровых и озимых растений». В 1934 году вместе с лабораторией, Чайлахян переехал из Ленинграда в Москву. На основе лаборатории создаётся Институт физиологии растений АН СССР, где в 1935 года Чайлахян основал лабораторию роста и развития растений, которой руководил до 1948 года.
В 1940 году в Институте генетики АН СССР Чайлахян защитил диссертацию «Значение гормонов в процессах развития растений» и стал вторым доктором биологических наук среди фитофизиологов.
Во время Великой Отечественной войны Институт физиологии растений имени К. А. Тимирязева АН СССР был эвакуирован. Чайлахян переехал в Ереван, где в Ботаническом институте АН Армянской ССР организовал лабораторию физиологии растений, которой руководил в 1941—1946 годах. Одновременно в 1941—1945 годах Чайлахян был заведующим кафедрой физиологии растений и микробиологии Армянского сельскохозяйственного института, в 1941—1948 годах заведующим кафедрой анатомии и физиологии растений Ереванского государственного университета. С 1943 года — профессор. Он также принимал участие в работах Института микробиологии АН Армянской ССР, Института виноградарства, плодоводства и виноделия Министерства сельского хозяйства Армянской ССР. В 1945 году Чайлахян избран членом-корреспондентом Академии наук Армянской ССР.
7 августа 1948 года в Москве завершилась сессия ВАСХНИЛ, которая губительным образом повлияла на научную деятельность Чайлахяна. Его отстранили от преподавательской деятельности и освободили от должности заведующего лабораторией роста и развития растений Института физиологии растений АН СССР. В 1953 году он вновь был назначен на должность заведующего восстановленной лабораторией роста и развития растений и находился на этой должности до 1988 года. В 1955 году он подписал «Письмо трёхсот».
В 1958 году Чайлахян стал членом экспертной комиссии по присуждению Премии имени К. А. Тимирязева АН СССР. В 1964 году был избран членом научного совета по проблемам физиологии и биохимии растений АН СССР.
26 ноября 1968 года избран академиком АН СССР (отделение биохимии, биофизики и химии физиологически активных соединений), в 1971 году — академиком АН Армянской ССР. Кроме исследовательской работы, Михаил Христофорович Чайлахян уделял большое внимание педагогической работе и подготовке научных кадров, консультировал научно-исследовательские учреждения и научных работников. Он читал краткие курсы лекций по физиологии растений в Московском государственном университете и Ереванском государственном университете. С деловыми поездками бывал в Польше, ГДР, ФРГ, Индии, Канаде, США, Чехословакии, Великобритании, Швейцарии, Австралии, Болгарии, Югославии и Франции.
Михаил Христофорович Чайлахян — член-корреспондент Американского общества физиологов растений (1963), действительный член Германской академии естествоиспытателей «Леопольдина» (1969), член-корреспондент Американского ботанического общества (1969), член Американского общества физиологов растений (1963), иностранный член Болгарского ботанического общества (1975), почётный член Международной ассоциации по ростовым веществам (1976), иностранный член Индийского общества физиологов растений (1976), почётный доктор Ростокского университета (1969). Чайлахян является инициатором создания Общества физиологов растений СССР. Избирался членом редакционных коллегий журналов «Физиология растений», «Успехи современной биологии», «Доклады Академии наук СССР».
Михаил Христофорович Чайлахян скончался 30 ноября 1991 года в Москве. Похоронен на Армянском кладбище Москвы (3 уч.).
Сын — Левон Чайлахян (1928—2009), физиолог, член-корреспондент АН СССР (1984).

## Научная деятельность
В 1930-х годах в Ленинграде Михаил Чайлахян начал работу по изучению фотопериодической реакции растений. Для большинства экспериментов он использовал простейшее оборудование: тёмную плотную ткань и скальпель. Чтобы растение восприняло длину дня как стимул к цветению, оно должно достигнуть определённого возраста. Чайлахян называл этот возраст цветочно-спелым состоянием, то есть внутренние факторы развития должны привести растение к определённому состоянию. После получения сигнала меристема не сразу образует видимые органы цветка. Этому предшествует период «скрытой подготовки» к цветению («эвокация» по Чайлахяну). Свои опыты он проводил на хризантемах, у которых резко ускоряется наступление цветения в условиях короткого дня. Локально освещая растения и удаляя части органов, Чайлахян доказал, что именно лист является основным органом восприятия фотопериодизма. Чайлахян выдвинул объяснение разобщённости мест восприятия фотопериодической стимуляции и ответной реакции растения. Согласно Чайлахяну, под влиянием благоприятного фотопериода в листе образуется вещество гормональной природы — флориген, которое перемещается в стеблевой апекс, вызывая превращение апикальной меристемы из вегетативной в генеративную (флоральную). Этот термин он ввёл в 1936 году.
Во второй половине 1930-х годов Чайлахян проводил эксперименты для доказательства наличия флоригена у растений разных видов, его образования в листьях, определения скорости и направления передвижения флоригена в растении. В результате экспериментов стало известно, что флориген — это универсальная субстанция, не обладающая специфичностью как в отношении типа фотопериода, так и вида растений. На основе этих результатов в 1937 году Чайлахян разработал гормональную теорию цветения растений. В конце 1950-х годов Чайлахян исследовал влияние гиббереллинов на цветение растений: стало известно, что у некоторых растений гиббереллин ускорял образование цветков. В результате этих исследований флориген был разделён на два компонента: гиббереллины и гипотетические антезины. Для цветения необходимо одновременное присутствие обоих компонентов. Согласно гормональной теории развития растений Чайлахяна, для цветения любых растений необходимо образование флоригена. У нейтральных растений флориген образуется постоянно и не зависит от внешних условий.
В Ереване, в лаборатории физиологии растений Ботанического института АН Армянской ССР, Чайлахяном были начаты исследования по изысканию сырьевых источников витамина C. В последующие годы он продолжал изучение гормональной регуляции цветения, одновременно изучая роль гормонов роста — ауксинов в процессах фотопериодизма, яровизации и стимуляции роста и развития. В 1960-е годы Чайлахяном были получены новые данные, свидетельствовавшие о наличии двух самостоятельных групп гормонов цветения. Выяснилось, что период цветения различен у длиннодневных и короткодневных видов — у длиннодневных наступает формирование и рост стеблей, у короткодневных наступает формирование цветков. В 1970-е и последующие годы Чайлахяном была выдвинута теория о двух типах регуляции цветения: автономной, при которой образование гормонов цветения не зависит от факторов внешней среды, и фотопериодической регуляции, при которой образование гормонов цветения связано с влиянием длины дня.
- Чайлахян М. Х. Гормональная теория развития растений. — М.—Л.: изд-во АН СССР, 1937. — 200 с.
- Чайлахян М. Х. и др. Вегетационный домик на Всесоюзной сельскохозяйственной выставке. — М.: изд-во АН СССР, 1940. — 20 с.
- Чайлахян М. Х., Турецкая Р. Х. Краткие методические указания по применению синтетических ростовых веществ при укоренении черенков / Н. А. Максимов. — М.—Л., 1942. — 30 с.
- Чайлахян М. Х. Влияние среды и внутренние факторы цветения растений. — Ереван: изд-во ЕГУ, 1943. — 34 с.
- Чайлахян М. Х. Гормоны растений и их значение в сельском хозяйстве. — Ереван: изд-во ЕГУ, 1943. — 35 с.
- Чайлахян М. Х. Содержание витамина C в шиповниках Армении. — Ереван, 1943.
- Чайлахян М. Х. К теории и практике применения азотистых удобрений. — Ереван, 1944.
- Чайлахян М. Х. Природа веществ, ускоряющих и задерживающих цветение растений, и теория Клебса. — М., 1948.
- Чайлахян М. Х. Целостность организма в растительном мире. — М., 1955.
- Чайлахян М. Х. Онтогенез и целостность растительного организма. — М., 1956.
- Чайлахян М. Х. Основные закономерности онтогенеза высших растений. — М.: изд-во АН СССР, 1958. — 254 с.
- Чайлахян М. Х. Гиббереллины растений. — М., 1963. — 64 с.
- Чайлахян М. Х. Факторы генеративного развития растений. — М.: Наука, 1964.
- Чайлахян М. Х., Саркисова М. М. Ругуляторы роста у виноградной лозы и плодовых культур. — Ереван: изд-во АН Армянской ССР, 1980. — 187 с.
- Чайлахян М. Х., Хрянин В. Н. Пол растений и его гормональная регуляция. — М.: Наука, 1982. — 173 с.
- Чайлахян М. Х. Терминология роста и развития высших растений / Р. Г. Бутенко. — М.: Наука, 1982. — 96 с.
- Чайлахян М. Х. Фотопериодическая и гормональная регуляция клубнеобразования у растений. — М.: Наука, 1984. — 69 с.
- Чайлахян М. Х. Регуляция цветения высших растений. — М.: Наука, 1988. — 558 с.
- Гормональная регуляция онтогенеза растений / М. Х. Чайлахян. — М.: Наука, 1984.
- Регуляция роста и развития картофеля / М. Х. Чайлахян. — М.: Наука, 1990.

- Чайлахян М. Х. Физиологическая природа процессов яровизации растений // Успехи современной биологии : журнал. — 1942. — Т. 15, № 1.
- Чайлахян М. Х. К теории и практике применения азотистых удобрений // Доклады Академии наук СССР. — 1955. — Т. 13, № 09.
- Чайлахян М. Х. Действие ретардантов на растения // Химия в сельском хозяйстве. — 1967. — Т. 5, № 09. — С. 26—30.
- Чайлахян М. Х. Гормональная регуляция цветения растений различных фотопериодических групп // Физиология растений. — 1971. — Т. 18, № 02.
- Чайлахян М. Х. Фотопериодизм и гормональная регуляция цветения растений // Успехи современной биологии. — 1974. — Т. 78, № 01. — С. 92—106.
- Чайлахян М. Х. Автономный и индуцированный механизмы регуляции цветения растений // Физиология растений. — 1975. — Т. 22, № 06.
- Чайлахян М. Х. Генетическая и гормональная регуляция роста, цветения и проявления пола растений // Физиология растений. — 1978. — Т. 25, № 05. — С. 925—974.
- Чайлахян М. Х. Целостность организма в растительном мире // Физиология растений. — 1980. — Т. 27, № 05. — С. 917—940.
- Чайлахян М. Х., Кулаева О. Н. Тенденции и перспективы развития исследований по фитогормонам // Успехи современной биологии. — 1980. — Т. 90, № 02. — С. 306—325.
- Чайлахян М. Х. Фитогормоны и фитотехника. О регуляторах роста растений // Агрохимия. — 1983. — № 12. — С. 105—110.
- Чайлахян М. Х. Регуляторы роста в жизни растений и в практике сельского хозяйства // Вестник АН СССР. — 1982. — № 01. — С. 11—26.
- Чайлахян М. Х., Кулаева О. Н. Достижения и перспективы в исследовании фитогормонов // Агрохимия. — 1984. — № 01. — С. 106—128.

## Семья
- Отец — Христофор Михайлович Чайлахов[26].
- Мать — Варвара Матвеевна Чайлахова[26], урождённая Келле-Шагинова[27].
  - Брат — Георгий (Геворк) (1897—1963) — генерал-майор артиллерии[26],
  - Брат — Фадей[26],
  - Брат — Карп[26].
    - Племянник — Рубен Карпович Чайлахян — цитолог и иммунолог[28].
- Жена (с 1927) — Тамара Карповна Аматуни[26].
  - Сын — Левон Михайлович Чайлахян (1928—2009) — физиолог, член-корреспондент АН СССР[26].
  - Дочь — Мариам Михайловна Чайлахян (р. 1949)[26].

## Награды
- Премия имени К. А. Тимирязева АН СССР (1985) — за цикл работ по проблеме «Гормональная теория цветения растений»[29].
- Два ордена Ленина (27.03.1954 — за выслугу лет и безупречную работу[9], 23.03.1972 — за заслуги в развитии биологической науки и в связи с семидесятилетием со дня рождения[30]).
- Орден Октябрьской Революции (19.03.1982) — за заслуги в развитии биологической науки, подготовке научных кадров и в связи с восьмидесятилетием со дня рождения[31].
- Орден Трудового Красного Знамени (17.09.1975) — за заслуги в развитии науки, в связи с 250-летием Академии наук СССР[9].
- Орден Красной Звезды (10.06.1945) — за выдающиеся заслуги в развитии науки и техники, в связи с 220-летием Академии наук СССР[9].
- Медаль «В ознаменование 100-летия со дня рождения Владимира Ильича Ленина» (1970)[9].
- Медаль «За доблестный труд в Великой Отечественной войне» (1945)[9].
- Медаль «В память 800-летия Москвы» (1948)[9].
- Заслуженный деятель науки Армянской ССР (1967)[5].
- Почётный гражданин города Орли (Франция, 1978)[9].

## Память
- Начиная с 1993 года раз в два года Институтом физиологии растений РАН проводятся международные Чайлахяновские чтения[13].
- С 1998 года лаборатория сигнальных систем контроля онтогенеза Института физиологии растений РАН носит имя академика Чайлахяна[13].